# Тарасівщина
Тарасі́вщина — село в Україні, у Бучанського району Київської області. Населення становить 363 осіб. Входить до складу Бучанської міської громади.
| Україна | Це незавершена стаття з географії України. Ви можете допомогти проєкту, виправивши або дописавши її. |